# Llawhaden Castle
Llawhaden Castle (Castell Llanhuadain) is een kasteel in Llawhaden, Pembrokeshire (Zuidwest-Wales). Het kasteel is van de 12e tot de 14e eeuw gebouwd door de bisschoppen van St. David. Het eerste (houten) kasteel werd in 1115 door de Normandische bisschop Bernard gebouwd. Onder invloed van Rhys ap Gruffydd van het koninkrijk Deheubarth werd het kasteel versterkt met steen. Het merendeel van de huidige ruïnes stamt uit de periode 1362-1389 toen Bisschop Adam de Houghton het kasteel verder uitbouwde.